# Szent Mihály és Gábriel arkangyalok fatemplom (Drágosfalva)
A drágosfalvi Szent Mihály és Gábriel arkangyalok fatemplom műemlékké nyilvánított épület Romániában, Máramaros megyében. A romániai műemlékek jegyzékében az  MM-II-m-A-04569 sorszámon szerepel.